# Museum Folkwang
Il Museum Folkwang si trova in Museumsplatz 1 ad Essen in Germania. Si tratta di un museo d'arte moderna e di arte contemporanea.

## Storia

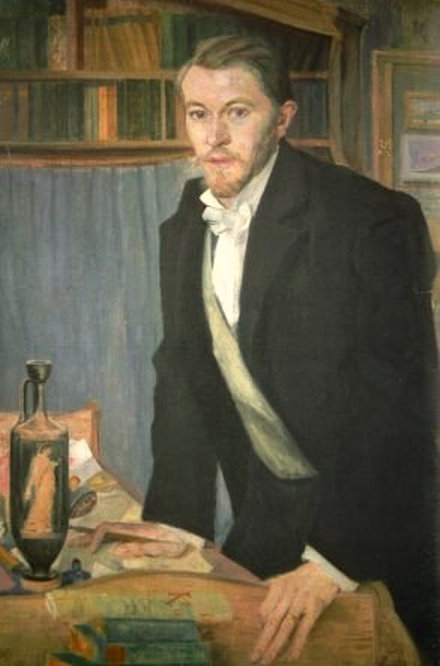
Karl Ernst Osthaus, il fondatore del museo, ritratto da Ida Gerhardi, 1903

Venne aperto nel 1902 ad Hagen dal mecenate Karl Ernst Osthaus ed ebbe per lungo tempo un ruolo pionieristico nel campo dell'arte moderna. Dopo la morte di Osthaus nel 1921, la collezione del museo venne venduta ad Essen, dove si era costituita un'Associazione del Museo Folkwang avente appunto lo scopo di acquistarne la collezione. Da quel momento il museo venne gestito ad Essen. Durante il periodo nazista, nel contesto della lotta contro l'arte degenerata, il museo perdette ben 1400 opere. Dopo la seconda guerra mondiale queste perdite furono in gran parte recuperate riacquistandole o sostituendole con nuovi acquisti. Il Museo fu completamente ricostruito e riaperto fra il 2006 e l'inizio del 2010 grazie al finanziamento della Alfried Krupp von Bohlen und Halbach-Stiftung.

## Autori delle opere esposte
Il museo espone opere di: Eugène Delacroix, Gustave Courbet, Édouard Manet, Camille Pissarro, Claude Monet, Alfred Sisley, Auguste Rodin, Pierre-Auguste Renoir, Paul Cézanne, Vincent van Gogh, Paul Gauguin, Edvard Munch, Medardo Rosso, Paul Signac, Henri Matisse, Pablo Picasso, Georges Braque, Fernand Léger, Marc Chagall, Giorgio De Chirico, Piet Mondrian, Salvador Dalí, René Magritte, Joan Miró, Vasily Kandinsky, Paul Klee, Jackson Pollock, Barnett Newman, Mark Rothko, Lucio Fontana, Frank Stella, Gerhard Richter, Martin Kippenberger, ecc.

## Pittura

### Le opere maggiori
- Donna al tramonto del sole (1818) di Caspar David Friedrich
- Lisa con ombrello (1867) di Pierre-Auguste Renoir
- Armand Roulin (1888) di Vincent van Gogh
- La cattedrale di Rouen (1892 - 1894) di Claude Monet
- La cava Bibemus (1898) di Paul Cézanne
- Donna con ventaglio (1902) di Paul Gauguin
- Autoritratto con camelia (1906 - 1907) di Paula Modersohn-Becker
- Il negozio della modista (1914) di August Macke

### Galleria d'immagini

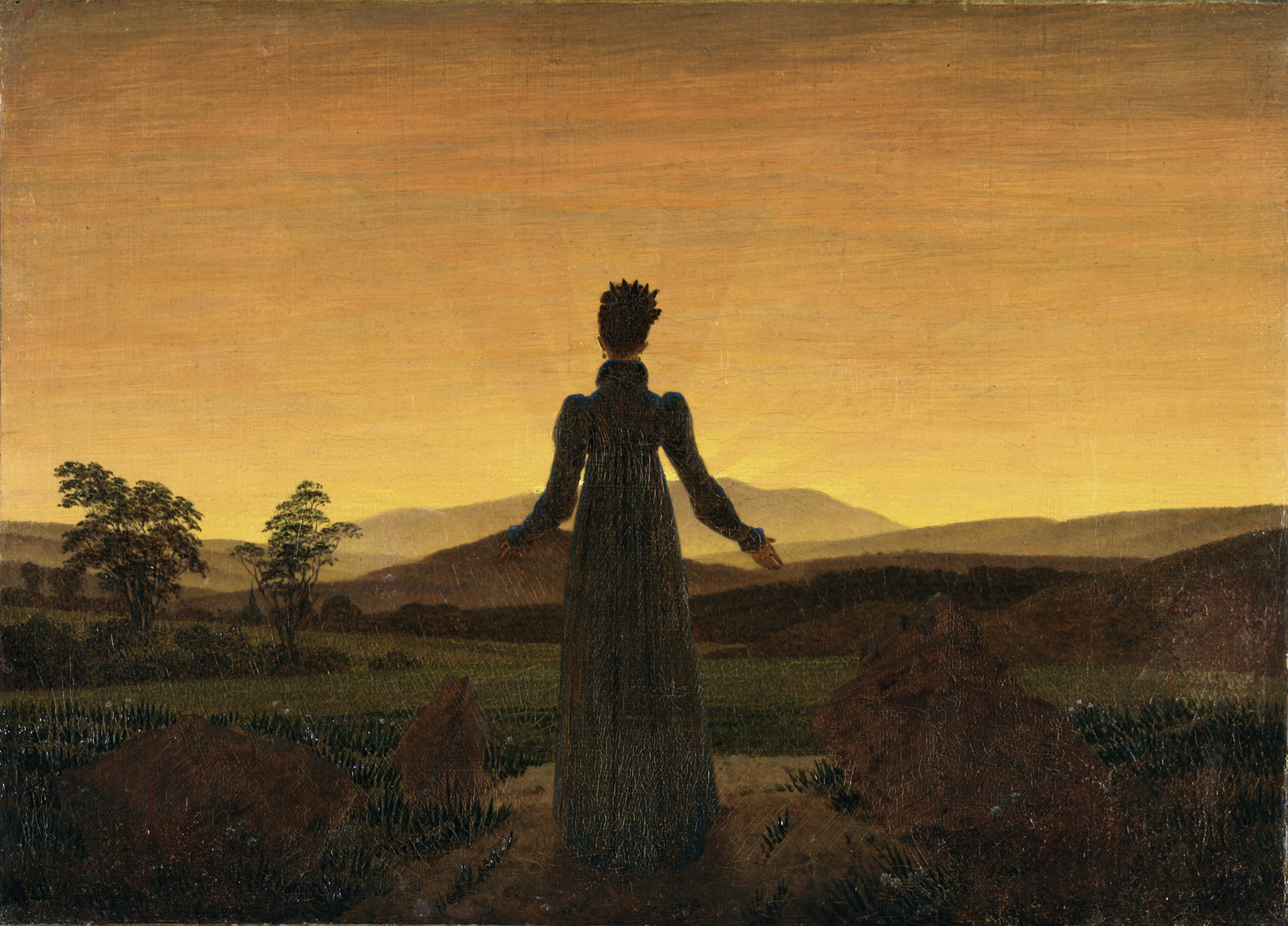
Donna al tramonto del sole di Caspar David Friedrich
Lisa con ombrello di Pierre-Auguste Renoir
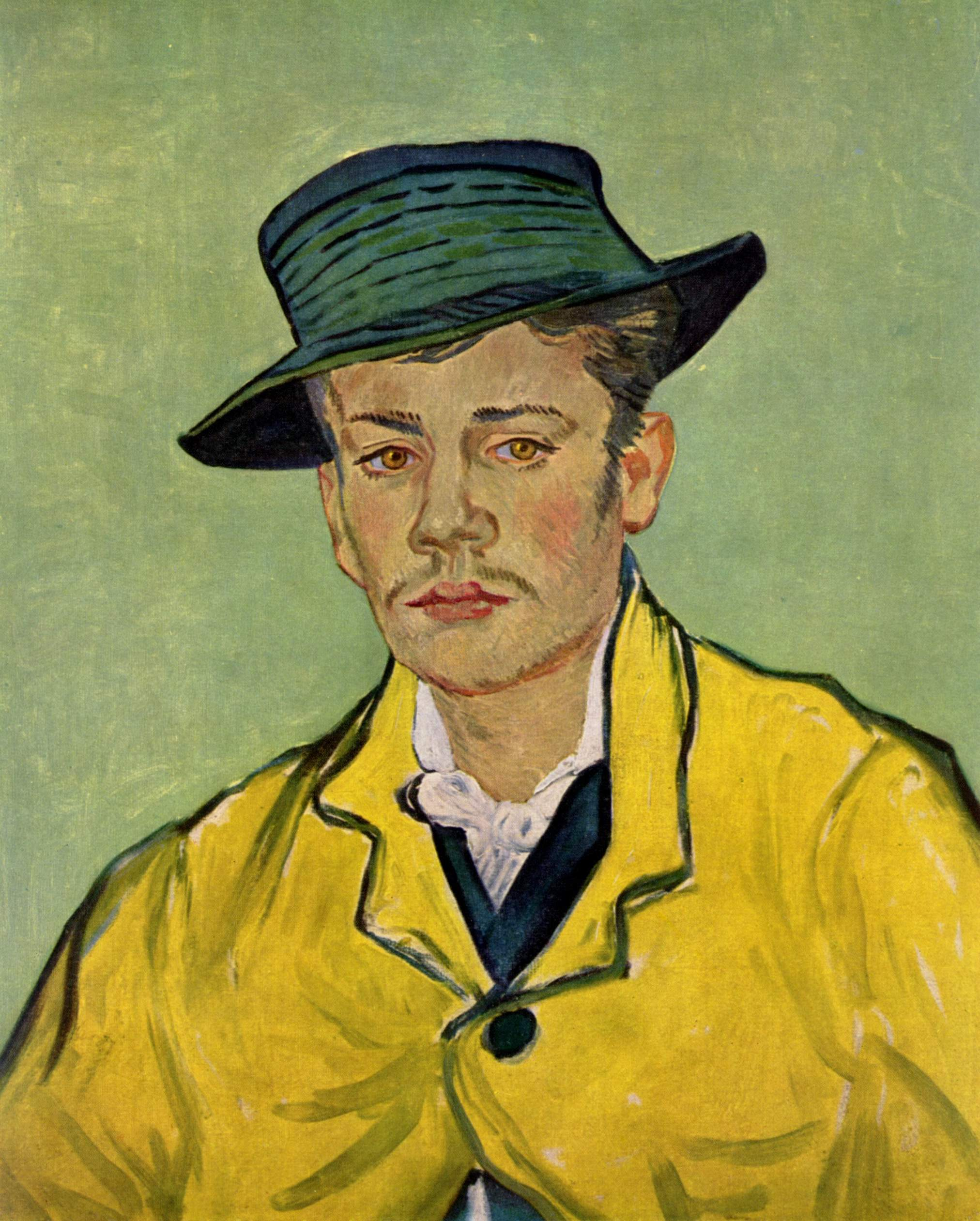
Armand Roulin di Vincent van Gogh
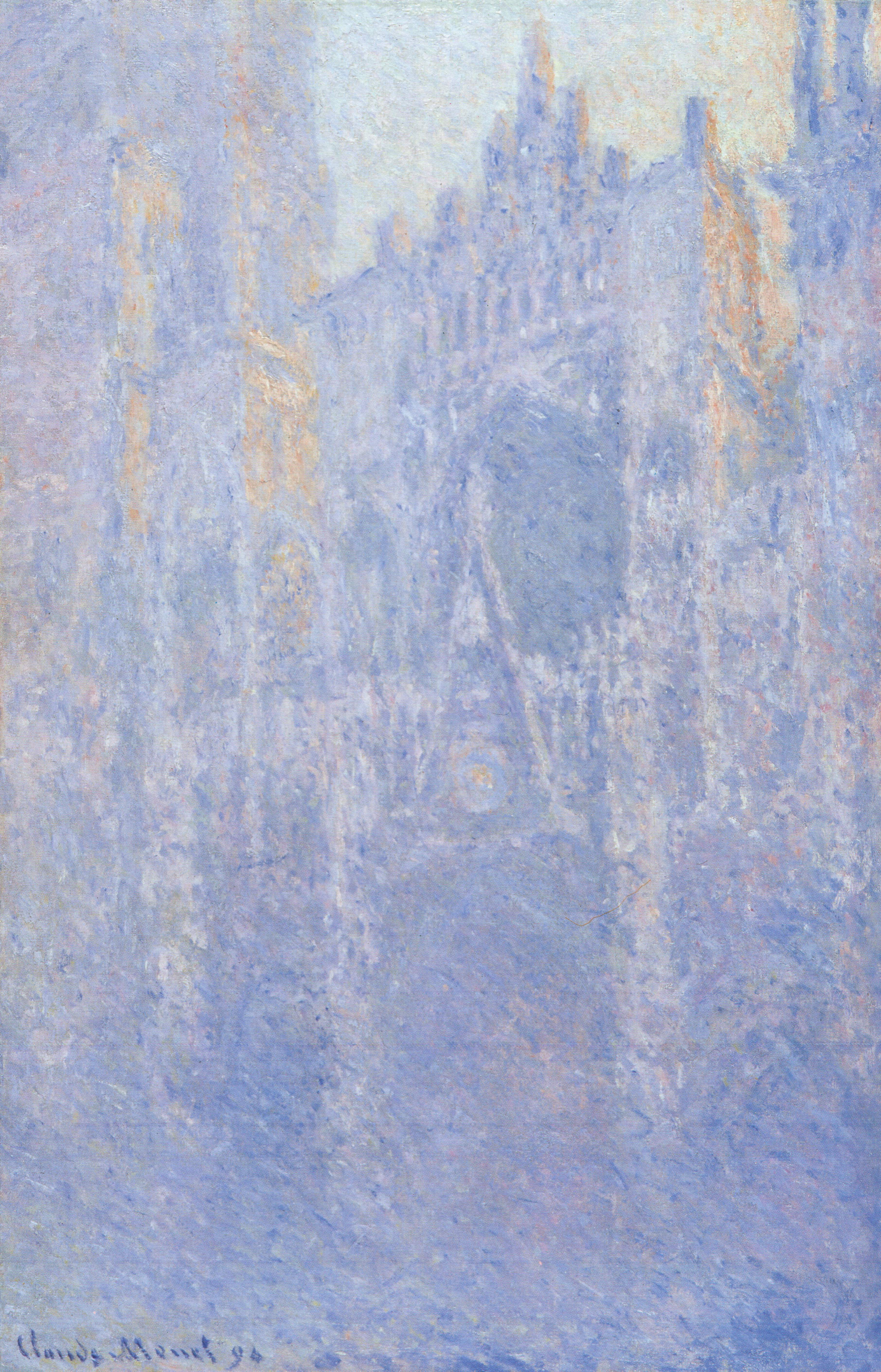
Cattedrale di Rouen di Claude Monet
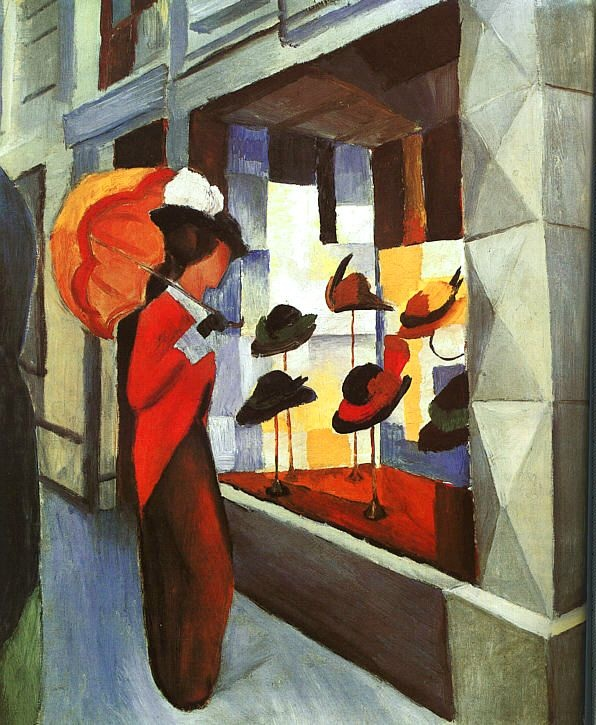
Il negozio della modista di August Macke
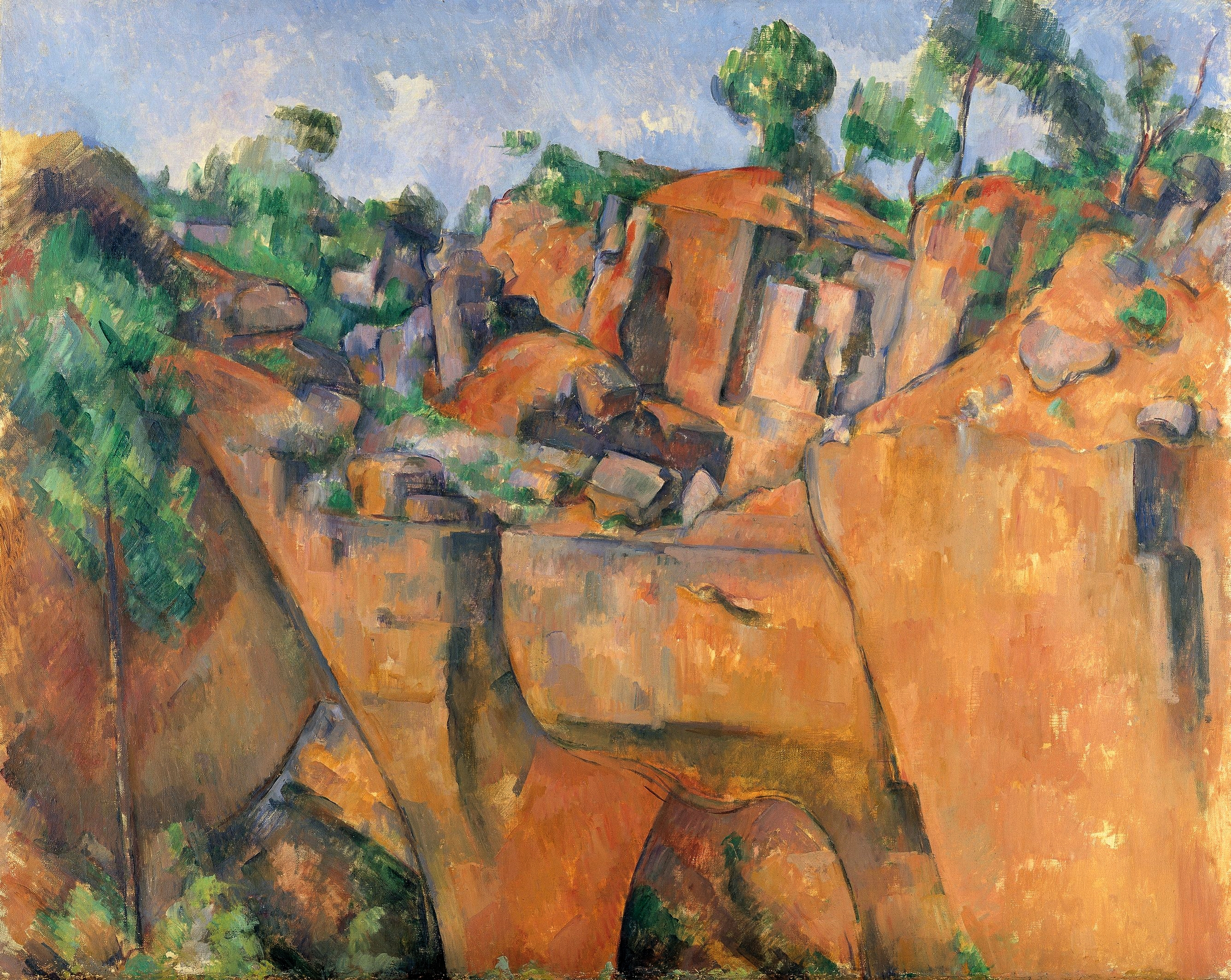
La cava Bibemus di Paul Cézanne
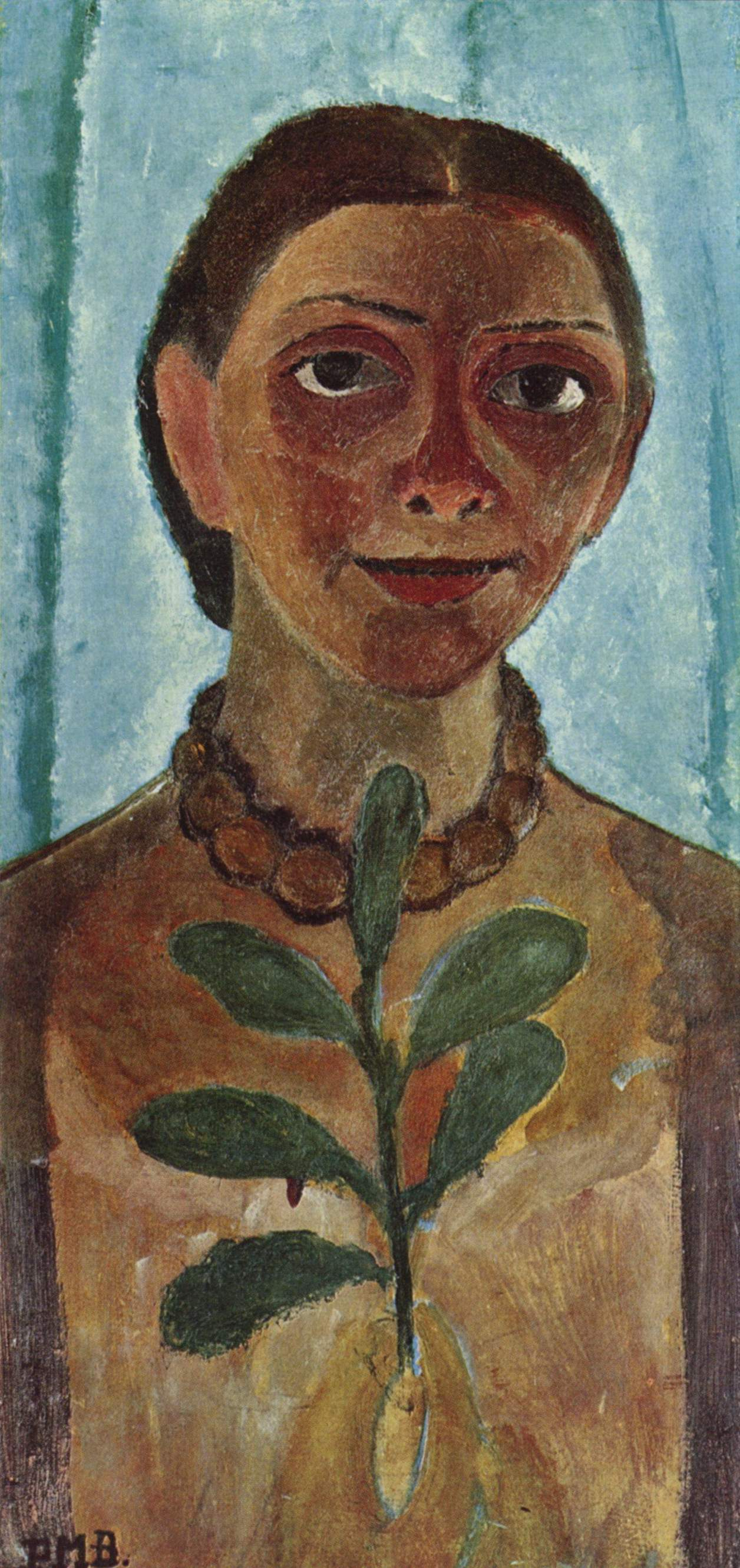
Autoritratto con camelia di Paula Modersohn-Becker
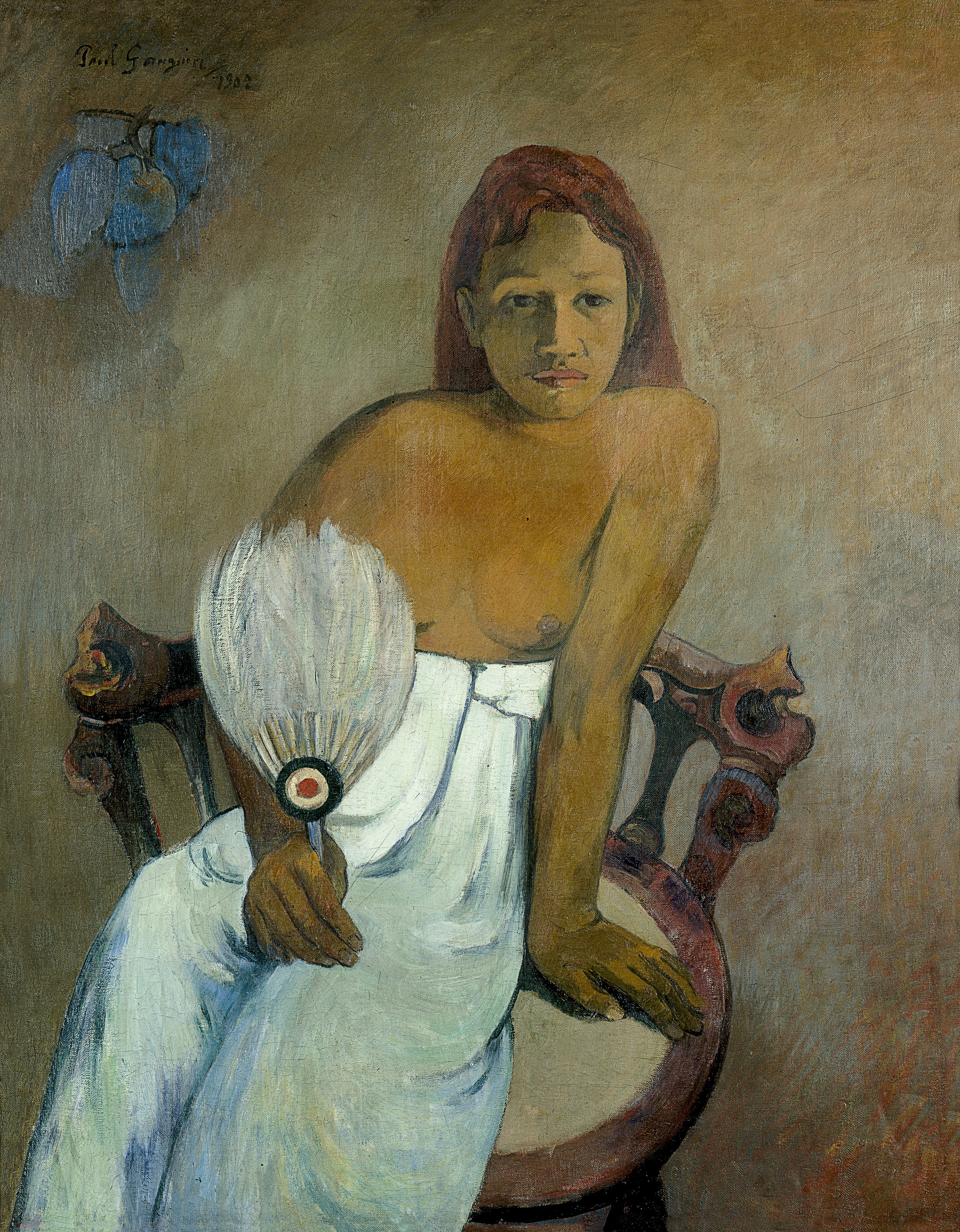
Donna con ventaglio di Paul Gauguin

## Scultura

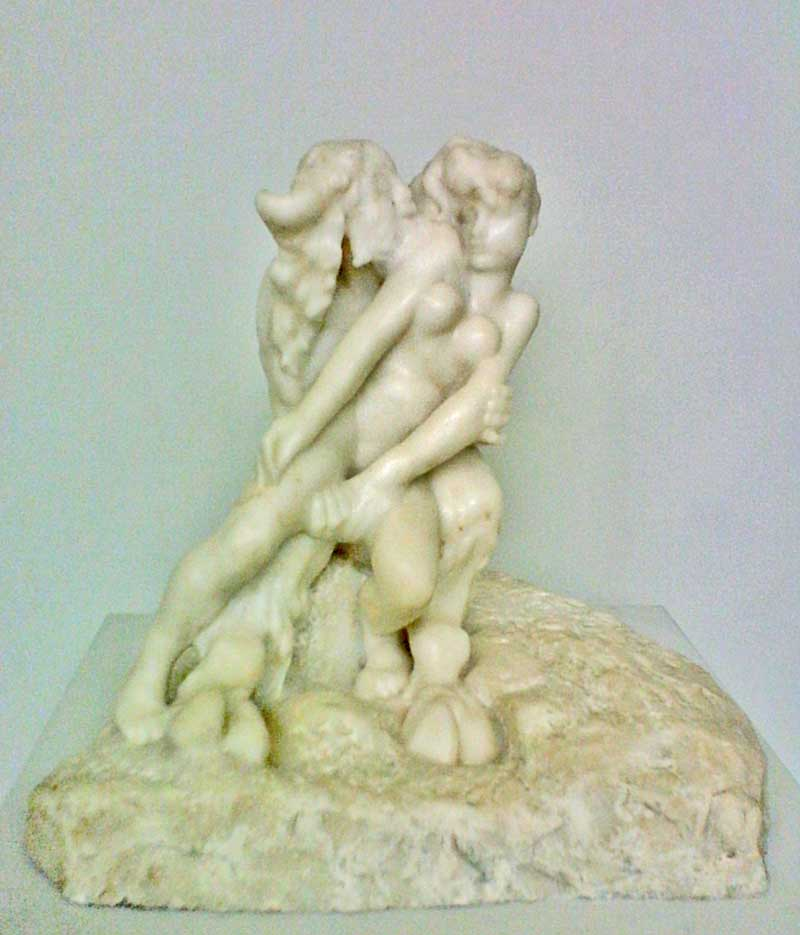
Fauno e Ninfa di Auguste Rodin, 1885/1886

La raccolta del Museo contiene circa 280 sculture. Lo scultore francese Auguste Rodin, che il fondatore del Museo, Osthaus, aveva incontrato personalmente a Parigi, è rappresentato nel Museo dalle opere Eva, L'età del ferro, Donna accovacciata e Fauno e Ninfa.
Dello scultore belga George Minne vi sono le sculture Giovane con tubo e la marmorea Fontana con giovane inginocchiato. Tra gli scultori tedeschi sono presenti Wilhelm Lehmbruck, con la sua Figura di donna in piedi, Ernst Ludwig Kirchner, con la statua in legno dipinto Signorina in piedi, Erich Heckel con L'accovacciata, in legno di tiglio.
Nel Museo è anche rappresentato il cubismo, con il gesso dipinto di Alexander Archipenko, opera priva di titolo. Un esempio di scultura contemporanea è Donna d'acciaio Nr. 11 di Thomas Schütte, del 2002.

## Grafica
Circa 12.000 sono le opere grafiche raccolte nel Museo, come disegni, acquerelli e stampe. I lavori più antichi risalgono al periodo tra la fine del XVIII secolo e l'inizio del XIX. Vi si trovano opere di artisti quali Jean-Baptiste Greuze e Daniel Nikolaus Chodowiecki, ancora orientate al barocco. L'arte romantica è rappresentata dall'opera di Caspar David Friedrich Der Uttenwalder Grund, il neoclassicismo ad esempio da Joseph Anton Koch con il disegno Paesaggio con Ercole al bivio. Al paesaggio con Ercole seguirono lavori di artisti come Franz Krüger e Adolph von Menzel, opere poetiche ed ironiche di Carl Spitzweg, Ludwig Richter e Moritz von Schwind. Il baricentro del Museo riguardo alla grafica del XIX secolo risale ad una donazione del 1906 al medesimo dell'enorme collezione Ludwig-Richter da aperte di Karl Budde.Questa fu successivamente ulteriormente arricchita. Ernst Gosebruch ha ampliato in modo rilevante la raccolta grafica del Museo mediante acquisizione di opere moderne. Fra queste si trovano opere di Ernst Ludwig Kirchner e Emil Nolde e disegni impressionisti.

## Galleria d'immagini

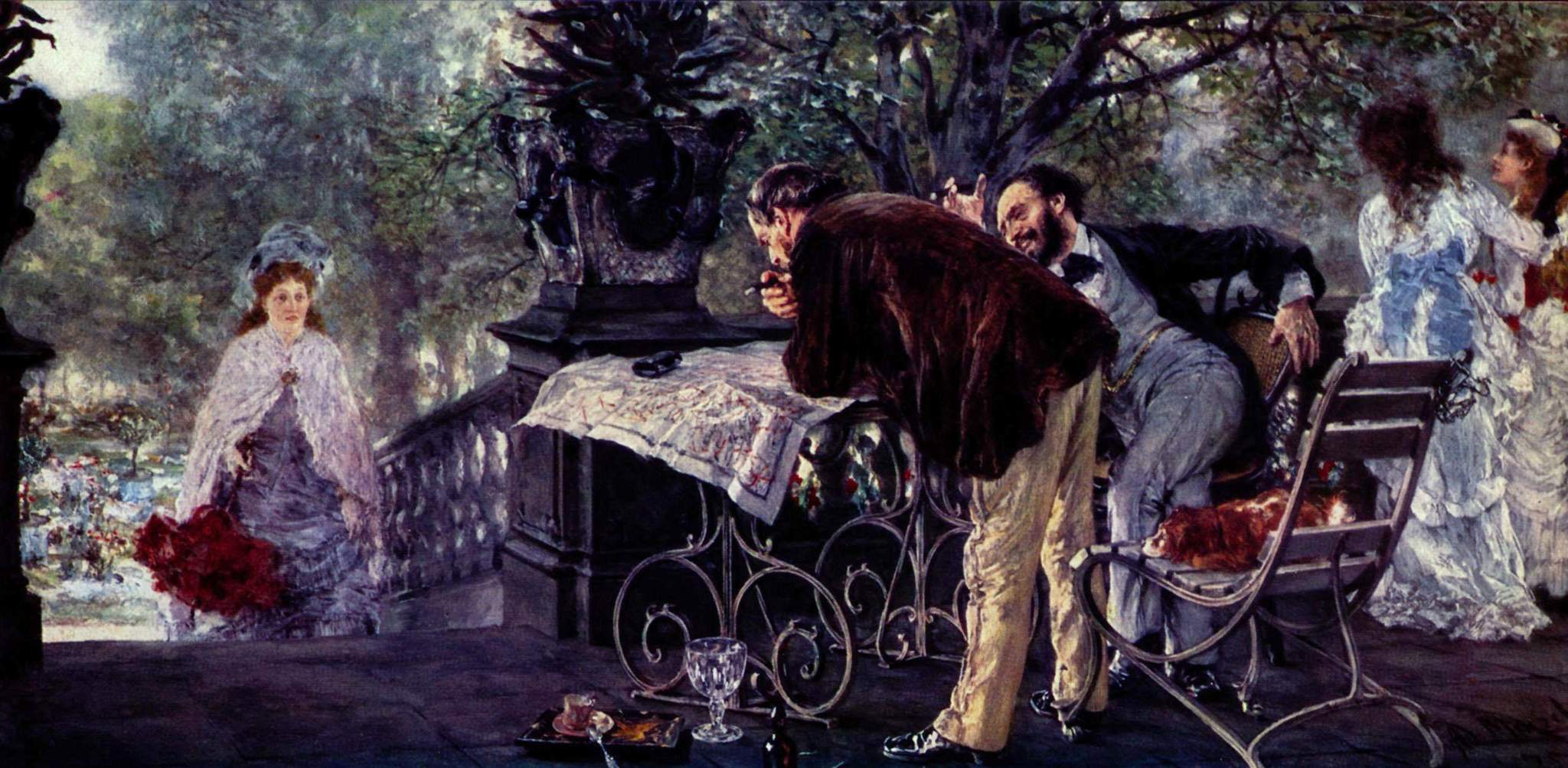
Progetti di viaggio di Adolph von Menzel, 1875
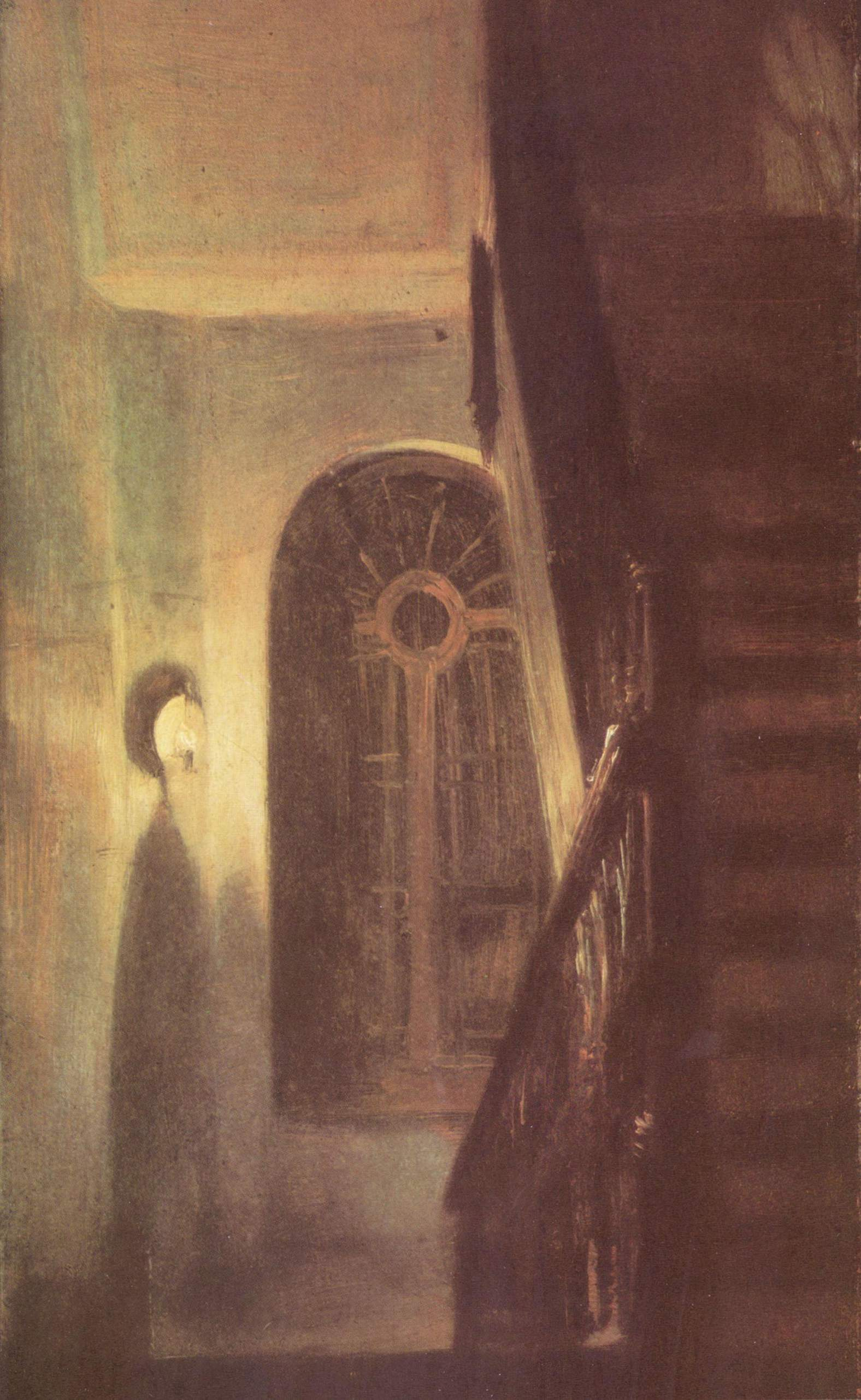
Scala del corridoio alla luce notturna  di Adolph von Menzel, 1848
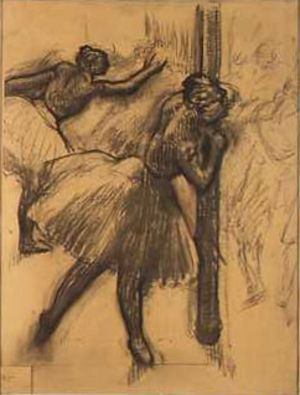
Danzatrice intorno ad una colonna di Edgar Degas, 1895/1898
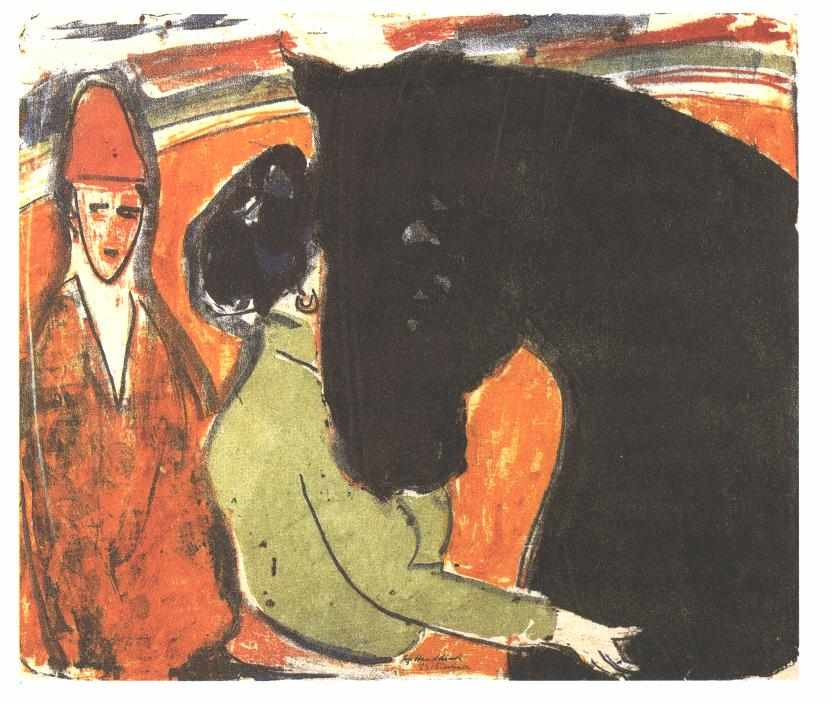
Stallone di Ernst Ludwig Kirchner, 1907